# PDC Pro Tour 2007
Die PDC Pro Tour 2007 war die sechste Austragung der Dartsturnierserie von der PDC. Sie beinhaltete die UK Open Qualifiers und die Players Championships. Insgesamt wurden 28 Turniere und damit 12 mehr als im Vorjahr ausgetragen – 20 Players Championships und 8 UK Open Qualifiers.
Dieser Artikel enthält auch die GDC Pro Tour, eine Non-UK Affiliate Tour der PDC.

## Preisgeld
Die Preisgelder für die Players Championships entsprachen denselben wie im Vorjahr. Das Preisgeld für die UK Open Qualifiers wurde in der Jahresmitte erhöht.
Sie unterteilten sich wie folgt:
| Runde         | Players Championships | UK Open Qualifiers 2006/07 | UK Open Qualifiers 2007/08 |
| ------------- | --------------------- | -------------------------- | -------------------------- |
| Sieg          | £ 5.000               | £ 5.000                    | £ 6.000                    |
| Finale        | £ 2.500               | £ 2.500                    | £ 3.500                    |
| Halbfinale    | £ 1.250               | £ 1.250                    | £ 1.600                    |
| Viertelfinale | £ 600                 | £ 600                      | £ 800                      |
| Achtelfinale  | £ 300                 | £ 300                      | £ 400                      |
| Letzte 32     | £ 150                 | £ 150                      | £ 200                      |
| Letzte 64     | £ 75                  | £ 75                       | £ 100                      |
| Total         | £ 19.600              | £ 19.600                   | £ 25.000                   |

## Players Championships
| Nr. | Datum      | Turnier                                    | Austragungsort      | Sieger                | Ergebnis | Finalist              |
| --- | ---------- | ------------------------------------------ | ------------------- | --------------------- | -------- | --------------------- |
| 1   | 20.01.2007 | PDPA Players Championship Gibraltar 1      | Gibraltar           | Raymond van Barneveld | 3 : 1    | Adrian Lewis          |
| 2   | 21.01.2007 | PDPA Players Championship Gibraltar 2      | Gibraltar           | Andy Hamilton         | 3 : 1    | Colin Lloyd           |
| 3   | 24.03.2007 | PDPA Players Championship Germany          | Bad Soden am Taunus | Raymond van Barneveld | 3 : 1    | Ronnie Baxter         |
| 4   | 15.04.2007 | Antwerp Darts Trophy                       | Temse               | Terry Jenkins         | 3 : 1    | Colin Lloyd           |
| 5   | 29.04.2007 | Open Holland Masters                       | Schiedam            | Peter Manley          | 3 : 0    | James Wade            |
| 6   | 03.06.2007 | Thialf Darts Trophy                        | Heerenveen          | Roland Scholten       | 3 : 1    | Chris Mason           |
| 7   | 16.06.2007 | PDPA Players Championship Hayling Island 1 | Hayling Island      | Terry Jenkins         | 3 : 0    | Wes Newton            |
| 8   | 17.06.2007 | PDPA Players Championship Hayling Island 2 | Hayling Island      | John Part             | 3 : 1    | Mervyn King           |
| 9   | 01.07.2007 | PDPA Players Championship Las Vegas        | Las Vegas           | Raymond van Barneveld | 3 : 2    | Terry Jenkins         |
| 10  | 21.07.2007 | Bobby Bourn Memorial Trophy                | Blackpool           | Phil Taylor           | 3 : 1    | Adrian Lewis          |
| 11  | 26.08.2007 | Atlanta Players Championship               | Atlanta             | Wayne Mardle          | 3 : 2    | James Wade            |
| 12  | 09.09.2007 | Ireland Open Autumn Classic                | Castlebar           | Denis Ovens           | 3 : 0    | Colin Osborne         |
| 13  | 16.09.2007 | Windy City Open                            | Chicago             | Ronnie Baxter         | 3 : 1    | James Wade            |
| 14  | 22.09.2007 | PDPA Players Championship Wales            | Newport             | Raymond van Barneveld | 3 : 0    | Alex Roy              |
| 15  | 06.10.2007 | PDPA Players Championship Ireland          | Dublin              | Phil Taylor           | 3 : 0    | James Wade            |
| 16  | 20.10.2007 | PDPA Players Championship Scotland         | Irvine              | Andy Smith            | 3 : 0    | James Wade            |
| 17  | 27.10.2007 | PDPA Players Championship Kirchheim        | Kirchheim           | Wayne Mardle          | 3 : 1    | James Wade            |
| 18  | 04.11.2007 | Killarney Pro Tour                         | Killarney           | Jelle Klaasen         | 3 : 2    | Vincent van der Voort |
| 19  | 10.11.2007 | PDPA Players Championship Netherlands 1    | Lisse               | Phil Taylor           | 3 : 0    | Chris Mason           |
| 20  | 11.11.2007 | PDPA Players Championship Netherlands 2    | Lisse               | Phil Taylor           | 3 : 2    | Raymond van Barneveld |

## UK Open Qualifiers
| Nr.                        | Datum      | Turnier                   | Sieger                | Ergebnis | Finalist              |
| -------------------------- | ---------- | ------------------------- | --------------------- | -------- | --------------------- |
| UK Open Qualifiers 2006/07 |            |                           |                       |          |                       |
| 1                          | 06.01.2007 | North East Regional Final | Raymond van Barneveld | 2 : 0    | Roland Scholten       |
| 2                          | 11.02.2007 | South West Regional Final | Dennis Priestley      | 2 : 0    | James Wade            |
| 3                          | 04.03.2007 | Southern Regional Final   | Phil Taylor           | 2 : 0    | Wayne Mardle          |
| 4                          | 18.03.2007 | North West Regional Final | James Wade            | 2 : 0    | Terry Jenkins         |
| 5                          | 01.04.2007 | Midlands Regional Final   | Andy Hamilton         | 2 : 0    | James Wade            |
| UK Open Qualifiers 2007/08 |            |                           |                       |          |                       |
| 6                          | 23.09.2007 | Welsh Regional Final      | James Wade            | 8 : 7    | Raymond van Barneveld |
| 7                          | 07.10.2007 | Irish Regional Final      | Raymond van Barneveld | 8 : 2    | Kevin McDine          |
| 8                          | 21.10.2007 | Scottish Regional Final   | James Wade            | 8 : 2    | Ronnie Baxter         |

## Non-UK Affiliate Tours

### German Darts Corporation Pro Tour
| Nr. | Datum      | Austragungsort   | Sieger            | Ergebnis | Finalist          |
| --- | ---------- | ---------------- | ----------------- | -------- | ----------------- |
| 1   | 24.02.2007 | Köln             | Michael Rosenauer | ? : ?    | Jyhan Artut       |
| 2   | 15.04.2007 | Wiesbaden        | Mensur Suljović   | 3 : 0    | Dietmar Burger    |
| 3   | 26.05.2007 | Halle (Westf.)   | Mensur Suljović   | ? : ?    | Dietmar Burger    |
| 4   | 27.05.2007 | Halle (Westf.)   | Michael Rosenauer | ? : ?    | Marko Puls        |
| 5   | 23.06.2007 | Bad Salzdetfurth | Michael Rosenauer | ? : ?    | Mensur Suljović   |
| 6   | 18.08.2007 | Hürth            | Mensur Suljović   | ? : ?    | Michael Rosenauer |
| 7   | 29.09.2007 | Köln             | Michael Rosenauer | ? : ?    | Mensur Suljović   |